# Carlo Perris
Carlo Perris (Angri, 28 ottobre 1869 – Napoli, 26 dicembre 1944) è stato un militare e politico italiano.

## Biografia
Allievo del Collegio militare di Napoli nel 1883, ammesso in accademia nel 1888, viene promosso sottotenente assegnato dapprima al 7º reggimento di cavalleria di stanza a Milano (1890), quindi alla scuola d'applicazione artiglieria e genio (1891) e al 43º reggimento fanteria, dove nel 1894 è promosso tenente. Capitano nel 1909 prende parte alla guerra italo-turca come aiutante di campo della brigata Messina, addetto all'ispettorato delle truppe coloniali e in forza al 12º reggimento di fanteria. Nel corso della prima guerra mondiale, promosso nel frattempo maggiore, è dapprima in forza allo Stato maggiore di fanteria, in seguito, col grado di tenente colonnello, nominato comandante del 13º fanteria con funzioni di colonnello, guadagnandosi tre medaglie d'argento, una di bronzo, due croci di guerra italiane e una francese. Dopo la guerra è nominato comandante della brigata Pinerolo, dove viene promosso generale di brigata e rimane fino al 1926, quando passa al comando della divisione territoriale militare di Chieti come generale di divisione. Dal 1927 al 1930, promosso generale di corpo d'armata, è a disposizione del Ministero della guerra, a capo di una non precisata direzione generale. Negli ultimi anni della carriera comanda il 3º corpo d'armata di Milano e presiede la Commissione per l'esame delle proposte al valor militare. Collocato a riposo nel 1932 col grado di generale di corpo d'armata, l'anno successivo viene nominato senatore a vita, carica in cui permane fino alla scomparsa, avvenuta poco prima della sentenza dell'Alta Corte di Giustizia per le Sanzioni contro il Fascismo.